# Miracles de Jésus

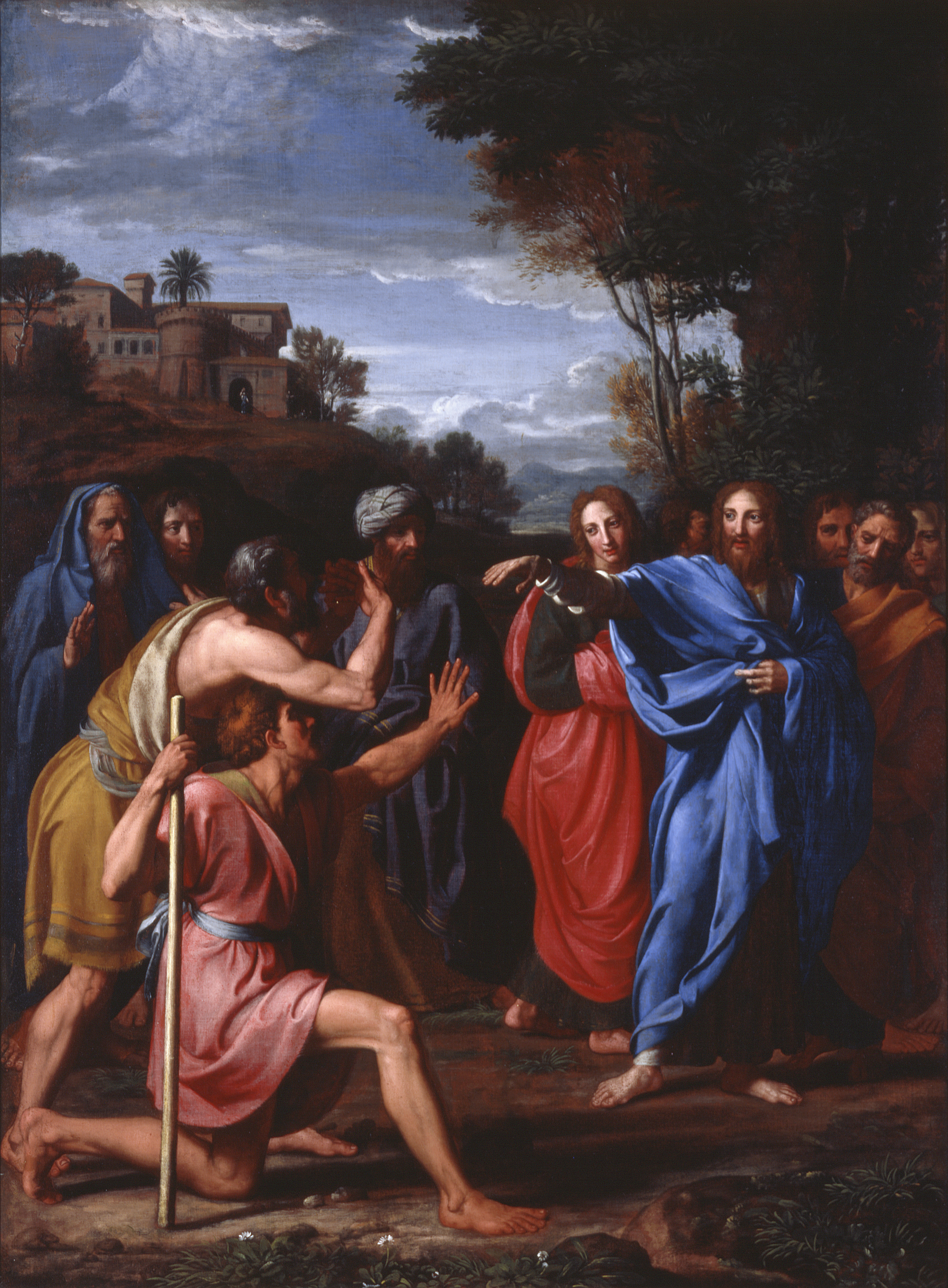
Jésus guérit l'aveugle de naissance, par Nicolas Colombel.

Les miracles de Jésus sont l'ensemble des événements surnaturels attribués à Jésus dans le Nouveau Testament. En islam, le Coran décrit également plusieurs miracles opérés par Jésus par la permission de Dieu, certains de ces miracles étant d'ailleurs absents de la Bible.

## Les miracles dans le Nouveau Testament

### Histoire
Les miracles sont nombreux dans la littérature antique juive et gréco-latine : les inscriptions rapportent des guérisons miraculeuses à Épidaure, le sanctuaire grec du dieu de la médecine Asclépios ; les Romains ont leurs guérisseurs comme Apollonius de Tyane, les juifs leurs rabbis thaumaturges comme Honi HaMe'aguel ou Hanina ben Dossa. Pour Daniel Marguerat, « il s'est avéré que dans la variété de leurs motifs et de leurs personnages, ces récits se présentaient comme les variations infinies d'un même genre, stéréotypé, que l'on retrouve en abondance dans la culture gréco-romaine. »
Les signes et les miracles étaient le "fonds de commerce" des charismatiques [ou faiseurs de miracles], la preuve de l'intimité de leur relation avec Dieu qui leur accordait ces pouvoirs, écrit Paula Fredriksen.
Flavius Josèphe, tout comme certaines sources rabbiniques plus proches et le Nouveau Testament, conserve le souvenir de ces individus. Un certain Eléazar chassait les démons des possédés ; Hanina ben Dosa de Galilée guérissait à distance" ; l'historien Geza Vermes voit un "parallèle frappant" entre ce pouvoir thaumaturgique et celui attribué à Jésus dans l'épisode de la guérison du fils d'un officier, où Jésus est également censé agir à distance. "D'autres charismatiques commandaient à la nature : Honi, le traceur de cercles ("Onias" dans Josèphe), et son petit-fils Hanan étaient réputés pour faire venir la pluie. [...] Ces faiseurs de pluie étaient conscients de leur relation privilégiée avec Dieu : Hanan le faiseur de pluie allait même jusqu'à prier pour que son auditoire fît la distinction entre lui et celui qui accordait véritablement la pluie, le Abba [le Père] au ciel".

### Miracle et signe
Pour désigner ce qui est habituellement traduit par « miracle », le mot le plus employé dans les textes néotestamentaires est σεμειον, séméion, signe ; on trouve aussi εργον, ergon, œuvre, et δυναμις, dunamis, puissance. Les miracles sont, pour les rédacteurs des Évangiles, des signes de l'action divine que tout le monde ne percevait pas.
La valeur des miracles comme « signes », affirmée dans le Nouveau Testament, rejoint sur ce point l'analyse des historiens, pour qui ils ne sont pas une description objective des faits mais une façon d'exprimer une vérité religieuse. Daniel Marguerat indique en ce sens « que le récit de miracle est un langage religieux connu de l'Antiquité, et qu'il est porteur d'une ambition bien plus forte que de rappeler un fait merveilleux du passé ; ce langage vit de protester contre le mal. »
Les biblistes classent les miracles de Jésus en plusieurs catégories. Gerd Theissen Xavier Léon-Dufour relèvent trente-trois motifs qui affleureraient dans les récits évangéliques de miracles.

### Définition philosophique du miracle
Le vocabulaire technique et critique de la philosophie d'André Lalande a consacré une rubrique au terme miracle. Il récuse la définition  d'une dérogation aux lois de la nature qui était celle proposée par David Hume, qui rejetait les miracles, cite Thomas d'Aquin (quae praeter ordinem communiter statutum in rebus quandoque divinitus fiunt), Malebranche, selon lequel, un miracle peut s'entendre, soit d'un évènement qui ne dépend point des lois générales connues des hommes, soit d'un effet qui ne dépend d'aucune loi connue ou inconnu, et propose celle d'un évènement non conforme à l'ordre habituel des faits de même nature. En outre, il accorde une large place aux propositions d'Edouard Leroy que l'on peut ainsi résumer : Fait sensible exceptionnel extraordinaire, significatif dans l'ordre religieux, inséré dans la série phénoménale ordinaire, dénué d'explication scientifique satisfaisante, ni prévisible, ni volontairement reproductible, constituant un signe issu de la foi, s'adressant à la foi et compris dans la foi.

## Les miracles de Jésus en islam
Jésus est l'un des cinq principaux prophètes de l'islam. Il est également le Messie des musulmans. Le Coran, livre sacré que les musulmans estiment être la parole de Dieu, décrit plusieurs miracles réalisés par Jésus par la permission de Dieu. Parmi ces miracles, plusieurs sont même absents de la Bible.
De même que le Nouveau Testament, le Coran - notamment dans le verset 49 la sourate al-Imran - raconte la guérison des lépreux, des aveugles et la résurrection des morts, tous reconnus comme des miracles opérés par Jésus par la permission de Dieu. Jésus a également fait descendre une table servie de nourriture, comme cela est mentionné dans la sourate al-Ma'ida.
De plus, l'immaculée conception de Jésus est elle-même reconnue par l'islam comme un miracle de Dieu. De même, le Coran explique que Jésus était capable de parler dès sa naissance. Le Coran décrit également que Jésus, par la permission de Dieu, a donné vie à des oiseaux faits d'argiles.

## Exégèse historico-critique

### La question de l'historicité

#### Exégèse libérale de Renan et de Strauss
Gerd Theissen rapporte que David Friedrich Strauss, dans sa Vie de Jésus (1836), voit les miracles de Jésus comme des mythes créés à des fins apologétiques, destinés à surenchérir par rapport aux prophètes de l’Ancien Testament pour présenter Jésus comme le Messie promis. Jésus lui-même se serait montré plutôt réticent, mais il aurait dû répondre aux attentes.
De même, dans sa Vie de Jésus, premier volume de l'Histoire des origines du christianisme, Ernest Renan situe Jésus auteur de miracles dans le contexte culturel de la société du Ier siècle qui exigeait des miracles : « Jésus se fût obstinément refusé à faire des prodiges que la foule en eût créé pour lui ; le plus grand miracle eût été qu'il n'en fît pas », car « le miracle est d'ordinaire l'œuvre du public bien plus que de celui à qui on l'attribue. ».
Analysant à titre d'exemple l'épisode de la résurrection de Lazare, Renan propose l'hypothèse suivante : « Fatigués du mauvais accueil que le royaume de Dieu trouvait dans la capitale, les amis de Jésus désiraient un grand miracle qui frappât vivement l'incrédulité hiérosolymite. La résurrection d'un homme connu à Jérusalem dut paraître ce qu'il y avait de plus convaincant. » Il ajoute : « Peut-être aussi l'ardent désir de fermer la bouche à ceux qui niaient outrageusement la mission divine de leur ami entraîna-t-elle ces personnes passionnées [la famille de Lazare] au-delà de toutes les bornes. [...] La pierre ayant été écartée, Lazare sortit avec ses bandelettes, et la tête entourée d'un suaire. [...] Intimement persuadés que Jésus était thaumaturge, Lazare et ses deux sœurs purent aider un de ses miracles à s'exécuter [...]. Quant à Jésus, il n'était pas plus maître que saint Bernard, que saint François d'Assise, de modérer l'avidité de la foule et de ses propres disciples pour le merveilleux. »

#### Exégèse critique contemporaine
Le Nouveau Testament présente Jésus comme un guérisseur et un exorciste dont les actes miraculeux sont indissociables de sa parole de libération, et par conséquent, remarque Simon Claude Mimouni, « le miracle joue un rôle important dans la conversion au christianisme. Dès le déclenchement du processus de séparation entre les Judéens pharisiens et les Judéens chrétiens, les premiers se sont méfiés des derniers à cause de leurs pratiques magiques - la littérature rabbinique a conservé des témoignages de cette défiance ».
Des exégètes comme John Paul Meier ou Craig S. Keener se fondent sur le rôle des thaumaturges dans l'antiquité juive et le critère d'attestation multiple pour affirmer l'historicité de certains miracles tels que des guérisons ou des exorcismes, en prenant en compte les textes évangéliques qui les évoquent (sommaires évangéliques, récits de miracles, sentences de Jésus) et leur stratification (aspects théologiques, légendaires et faits bruts).
Dans le cadre de la troisième quête du Jésus historique, dont il est un exégète reconnu, John Paul Meier a réexaminé à l'aide des quatre grands critères exégétiques la question des miracles de Jésus dans son second livre Un certain Juif Jésus. Il distingue d'abord dans la notion de miracle trois niveaux de compréhension: 1. Evènement inhabituel, étonnant ou extraordinaire susceptible d'être perçu par tout observateur intéressé et impartial. 2. Evénement non susceptible d'explications rationnelles par les capacités humaines ou par des forces connues agissant dans le cadre spatiotemporel. 3. Evénement résultat d'un acte divin particulier paraissant impossible et relevant donc d'une approche philosophico-théologique (p. 389-392). Meier a étudié les miracles de Jésus, en gardant en arrière plan les dossiers médicaux rédigés par des médecins de toute provenance, et concernant les  diverses guérisons de Lourdes (p. 392-395). Ce dernier point sera contesté par l'exégète Patrick Royannais  qui reprochera à Meier d'avoir mis sur le même plan les miracles évangéliques et les miracles de Lourdes.
Meier, en appliquant les quatre critères  exégétique aux miracles relatés dans les évangiles, conclut que « Jésus a bien accompli des actions considérées par lui et ses contemporains comme des miracles »(p. 464). Et il ajoute plus loin : « Vu dans son ensemble, la tradition des miracles de Jésus est soutenue plus fermement par les critères d'historicité que ne le sont beaucoup d'autres traditions bien connues et acceptées sans problèmes ».(p. 474).

### Jésus thérapeute: histoire et anthropologie
Analysant des récits d'exorcisme dans l'Évangile selon Luc, comme la guérison du possédé de Capharnaüm (Lc 4. 31-37), ou celle du démoniaque gadarénien (Lc 8. 26-39), la bibliste protestante Christine Prieto repère un même modèle rituel, celui du "duel magique" : "Il s'agit d'une bataille entre un exorciste et un démon, où l'on trouve l'usage des noms respectifs, les ordres, la violence, l'attaque et la défense des deux côtés". Elle souligne le fait que le démon nomme Jésus, lui disant par exemple, dans le cas du possédé de Capharnaüm, "Je sais qui tu es : le Saint de Dieu" (Lc 4. 34). Se fondant sur l'"Esquisse d'une théorie générale de la magie" de Marcel Mauss, elle explique que "dans la structure du duel magique, connaître et dire le nom de l'adversaire donnent un pouvoir sur lui,". "Nommer l'esprit l'oblige à obéir". "Mais malgré l'utilisation de cette arme classique du système magique, et traditionnellement efficace, le démon [du possédé de Capharnaüm] échoue", Jésus le menace, et le fait taire.
Pour le récit de l'exorcisme d'un démoniaque gadarénien, où l'on voit le démon nommé "Légion" sortir du corps du possédé puis entrer dans un troupeau de porcs, "Luc récupère un récit marcien [Marc 5, 1-20] profondément enraciné dans les mentalités du monde juif et non du monde grec. Le rite d'exorcisme qui consiste à chasser un démon hors d'un homme vers un animal est bien connu dans le monde assyro-babylonien". "Que les démons puissent être nombreux au point d'être comparés à une légion, apparaît dans une boule d'incantation en syriaque [provenant de Nippur en Irak] qui protège son client "contre toutes les légions"".
Quand Jésus guérit un aveugle, il met "de la salive sur ses yeux" (Mc 8. 22 ; la salive est omise dans Matthieu et Luc). Ch. Prieto remarque à ce sujet que Luc évite une telle mention car "la vertu "sympathique" de la salive" peut  "évoquer la magie". Elle note également que lors de la guérison du sourd à Décapole, Jésus s'exprime en araméen, et que Luc, une fois de plus, évite l'évocation d'une "parole étrangère à vertu supérieure", car  "Luc s'adresse à des communantés de culture grecque" peu réceptives à l'égard de ce genre de pratiques.

## Point de vue catholique
Pour la théologie catholique, les miracles sont avant tout des signes qui annoncent et réalisent déjà le Royaume que Jésus est venu instaurer. Les miracles relatés dans le Nouveau Testament ne font pas partie du dépôt de la foi au même titre que la naissance virginale de Jésus, sa mort et sa résurrection. Lire les miracles comme des documents historiques, ce qui est le risque fondamentaliste, ou les refuser, parce que non historiques, ce qui est le risque rationaliste, conduit dans les deux cas à passer à côté de leur signification. Le Catéchisme de l'Église catholique présente les miracles comme des signes qui annoncent, manifestent, témoignent et attendent une réponse de l'ordre de la foi.

## Liste des miracles de Jésus
| Numéroté | Evénement                                                 | Matthieu     | Marc         | Luc          | Jean        |
| -------- | --------------------------------------------------------- | ------------ | ------------ | ------------ | ----------- |
| 1        | Noces de Cana                                             |              |              |              | Jn 2. 1-11  |
| 2        | Guérison d'un possédé à Capharnaüm                        |              | Mc 1. 21-28  | Lc 4. 31-37  |             |
| 3        | La Pêche miraculeuse                                      |              |              | Lc 5. 1-11   |             |
| 4        | Résurrection à Naïn                                       |              |              | Lc 7. 11-17  |             |
| 5        | Guérison d'un lépreux                                     | Mt 8. 1-4    | Mc 1. 40-45  | Lc 5. 12-16  |             |
| 6        | Guérison d'un serviteur d'un centurion                    | Mt 8. 5-13   |              | Lc 7. 1-10   |             |
| 6        | Guérison du fils d'un officier                            |              |              |              | Jn 4. 46-54 |
| 7        | Guérison de la belle-mère de Pierre                       | Mt 8. 14-15  | Mc 1. 29-34  | Lc 4. 38-41  |             |
| 8        | Autres exorcismes à Capharnaüm                            | Mt 8. 16-17  | Mc 1. 32-34  | Lc 4. 40-41  |             |
| 9        | La Tempête apaisée                                        | Mt 8. 23-27  | Mc 4. 35-41  | Lc 8. 22-25  |             |
| 10       | Expulsion des démons chez les Gadaréniens                 | Mt 8. 28-34  | Mc 5. 1-20   | Lc 8. 26-39  |             |
| 11       | Guérison d'un paralytique                                 | Mt 9. 1-8    | Mc 2. 1-12   | Lc 5. 17-26  |             |
| 12       | Résurrection de la fille de Jaïrus                        | Mt 9. 18-26  | Mc 5. 21-43  | Lc 8. 40-56  |             |
| 13       | La Femme hémorroïsse                                      | Mt 9. 20-22  | Mc 5. 24-34  | Lc 8. 43-48  |             |
| 14       | Guérison de deux aveugles (en)                            | Mt 9. 27-31  |              |              |             |
| 15       | Guérison d'un démoniaque muet                             | Mt 9. 32-34  |              |              |             |
| 16       | Guérison à la piscine de Béthesda                         |              |              |              | Jn 5. 1-18  |
| 17       | Guérison de l'homme à la main paralysée                   | Mt 12. 9-13  | Mc 3. 1-6    | Lc 6. 6-11   |             |
| 18       | Exorcisme sur un aveugle muet                             | Mt 12. 22-28 | Mc 8. 20-30  | Lc 11. 14-23 |             |
| 19       | La Femme courbée                                          |              |              | Lc 13. 10-17 |             |
| 20       | Multiplication des pains pour 5 000 hommes                | Mt 14. 13-21 | Mc 6. 31-34  | Lc 9. 10-17  | Jn 6. 5-15  |
| 21       | La marche sur les eaux                                    | Mt 14. 22-33 | Mc 6. 45-52  |              | Jn 6. 16-21 |
| 22       | Guérisons en nombre à Génésareth                          | Mt 14. 34-36 | Mc 6. 53-56  |              |             |
| 23       | Guérison de la fille d'une Cananéenne                     | Mt 15. 21-28 | Mc 7. 24-30  |              |             |
| 24       | Guérison du sourd-muet de Décapole                        |              | Mc 7. 31-37  |              |             |
| 25       | Multiplication des pains pour 4 000 hommes                | Mt 15. 32-39 | Mc 8. 1-9    |              |             |
| 26       | Aveugle de Bethsaïde                                      |              | Mc 8. 22-26  |              |             |
| 27       | Transfiguration de Jesus                                  | Mt 17. 1-13  | Mc 9. 2-13   | Lc 9. 28-36  |             |
| 28       | Guérison d'un épileptique                                 | Mt 17. 14-21 | Mc 9. 14-29  | Lc 9. 37-49  |             |
| 29       | Pièce dans la bouche d'un poisson                         | Mt 17. 24-27 |              |              |             |
| 30       | Guérison d'un homme rempli d'œdèmes                       |              |              | Lc 14. 1-6   |             |
| 31       | La guérison des dix lépreux                               |              |              | Lc 17. 11-19 |             |
| 32       | Guérison d'un aveugle-né                                  |              |              |              | Jn 9. 1-12  |
| 33       | Guérison de l'aveugle (des deux aveugles) près de Jéricho | Mt 20. 29-34 | Mc 10. 46-52 | Lc 18. 35-43 |             |
| 34       | Résurrection de Lazare                                    |              |              |              | Jn 11. 1-44 |
| 35       | Miracle du figuier stérile                                | Mt 21. 18-22 | Mc 11. 12-14 |              |             |
| 36       | Guérison de l'oreille de Malchus (en)                     |              |              | Lc 22. 49-51 |             |
| 37       | La deuxième pêche miraculeuse                             |              |              |              | Jn 21. 1-24 |

D'après la Bible Louis Segond et Miracles of Jesus(en) dans wikipédia en anglais.

## Les miracles de Jésus dans la peinture

### Guérisons

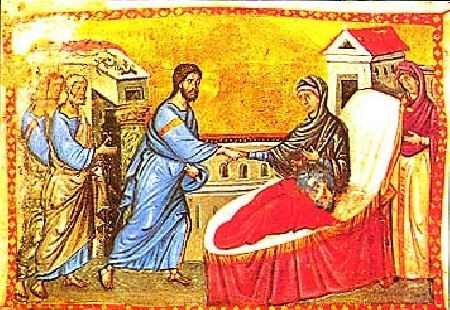
Guérison de la belle-mère de Pierre
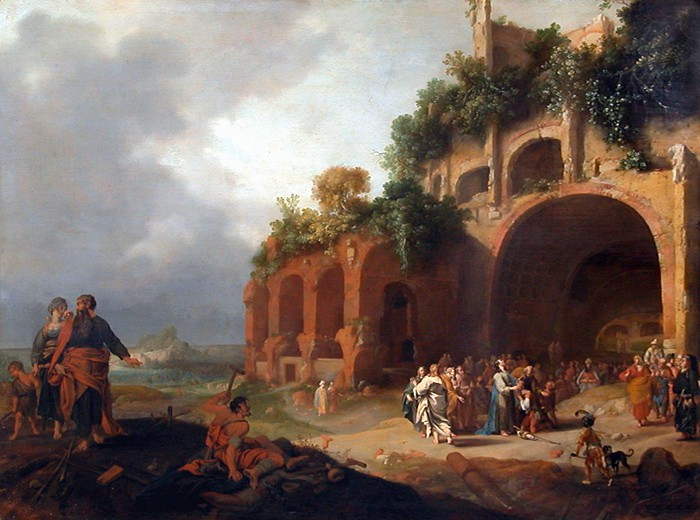
Guérison du sourd à Décapole
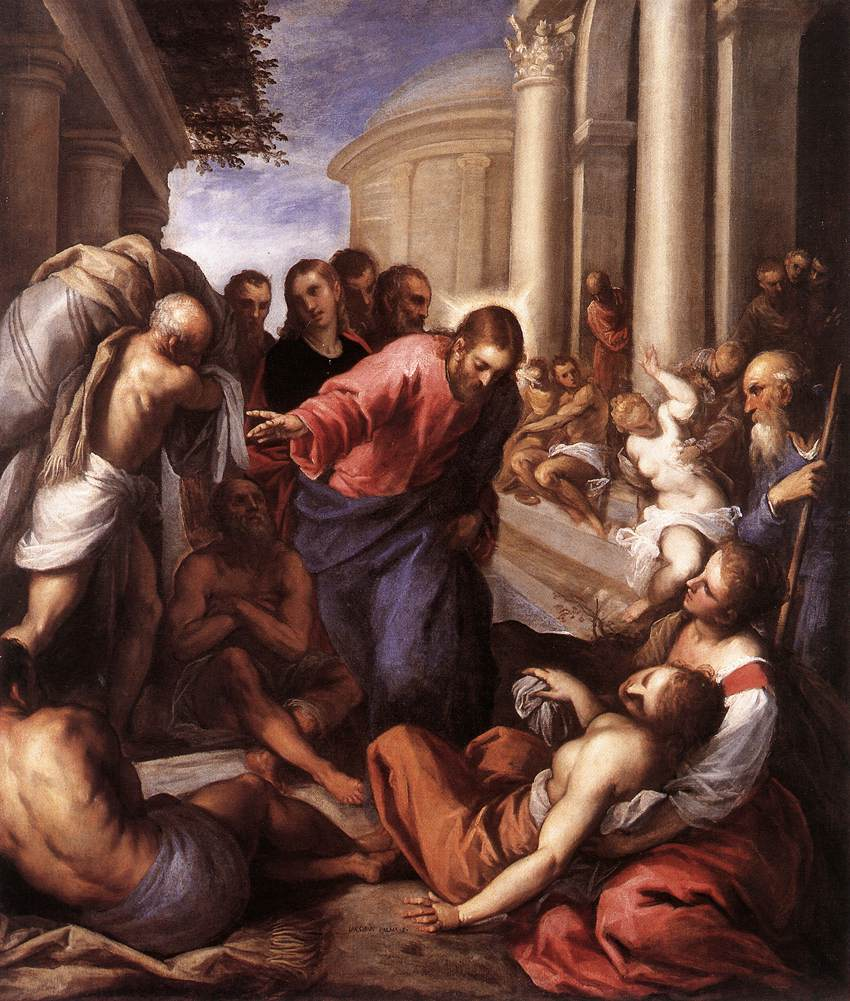
Guérison à la piscine de Béthesda
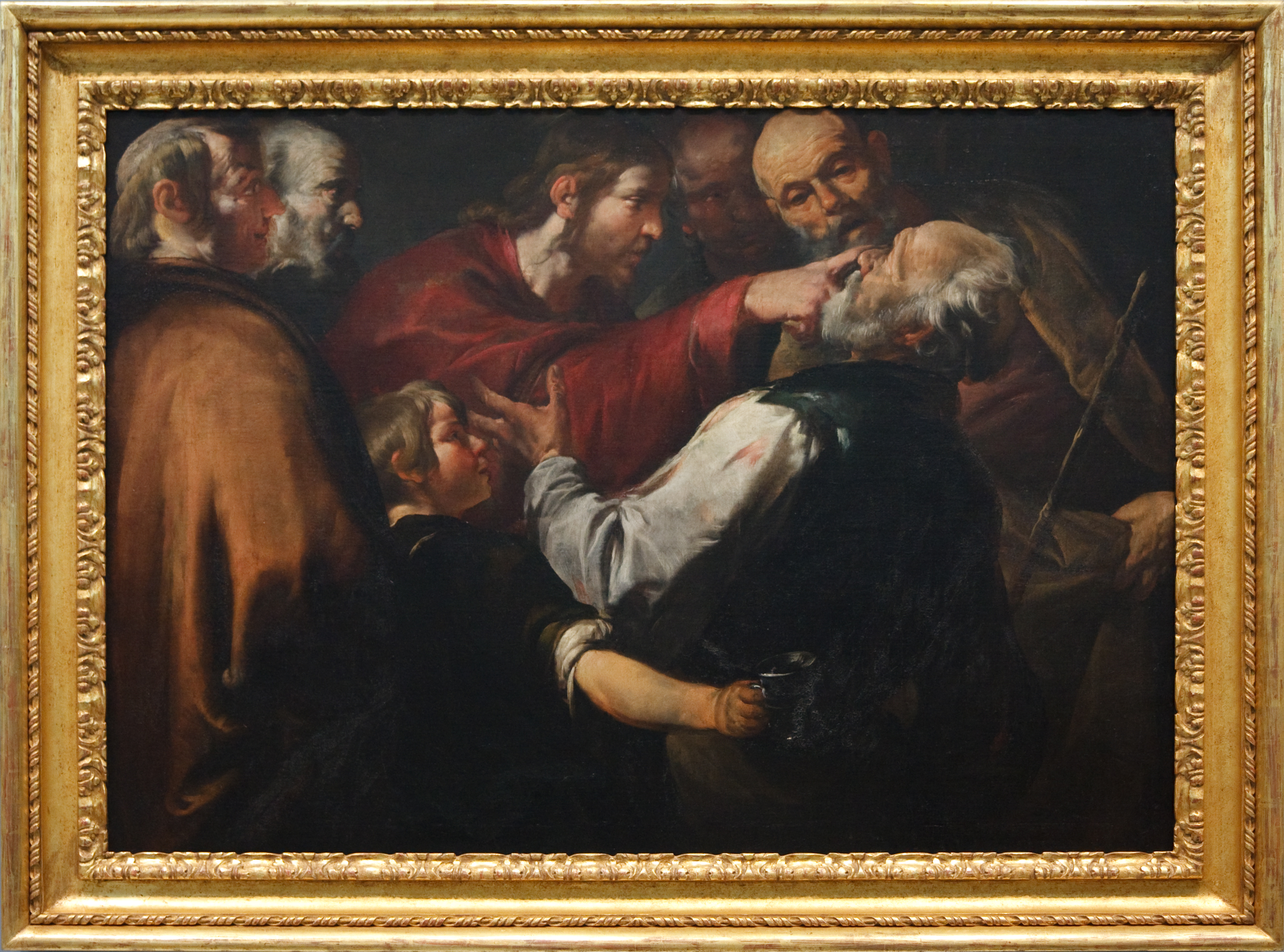
Guérison de l'aveugle de Bethsaïda
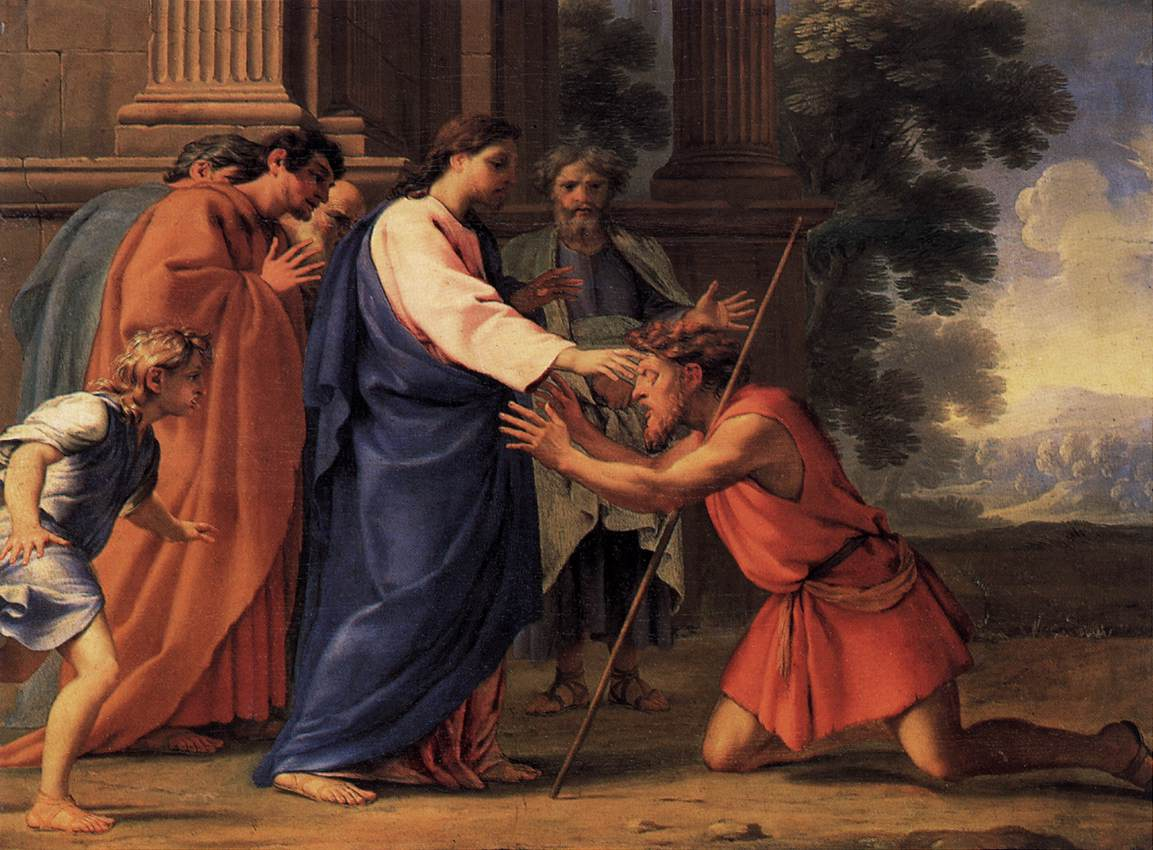
Guérison de l'aveugle-né
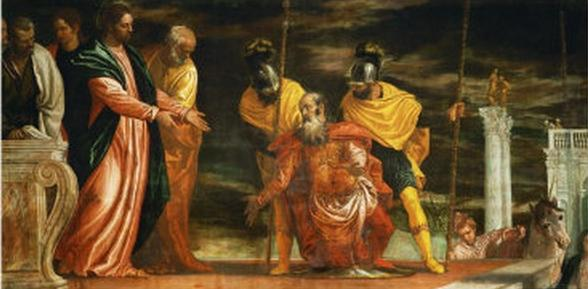
Guérison du fils d'un officier
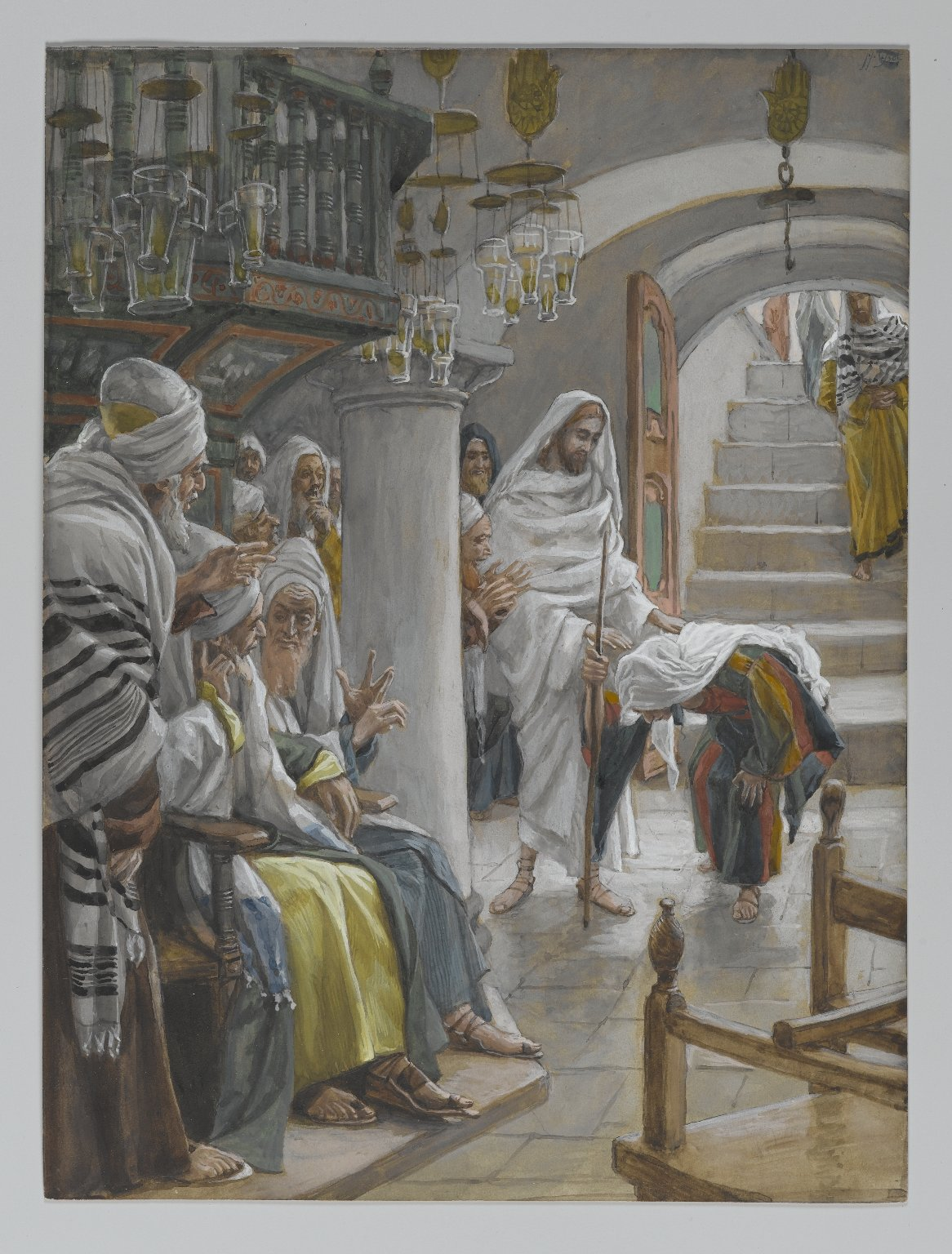
Guérison de la femme courbée
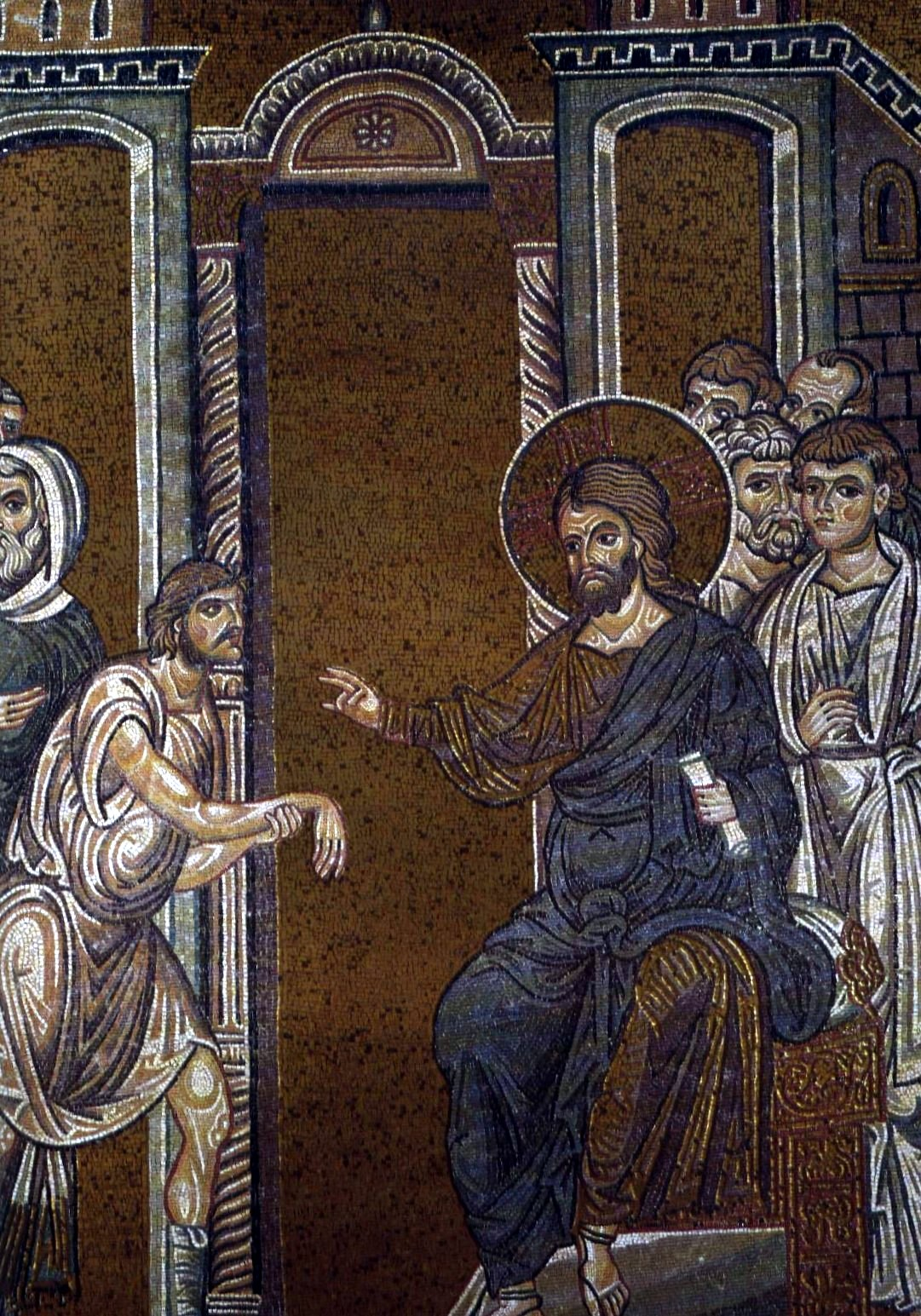
Guérison de l'homme à la main paralysée
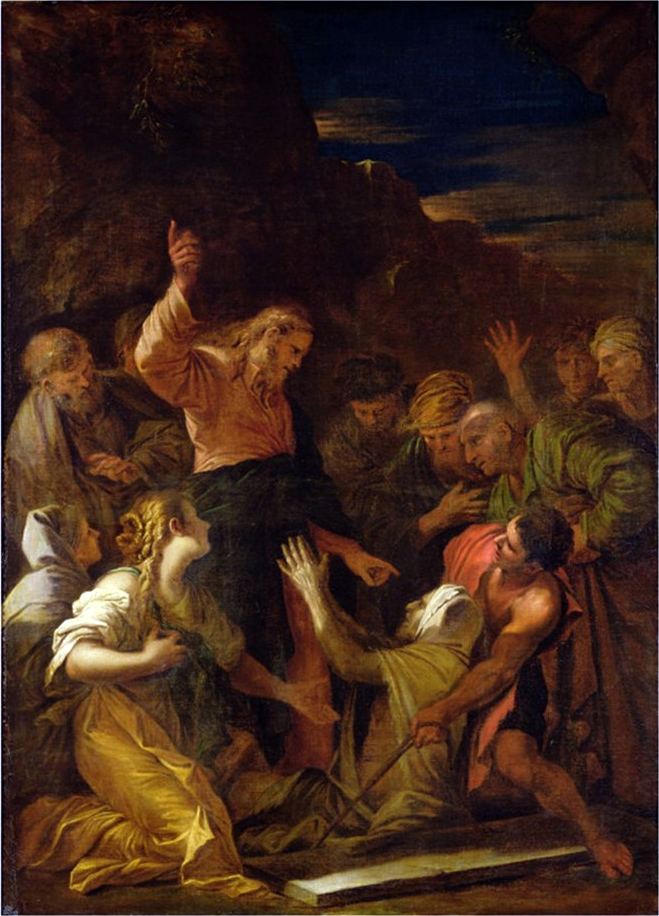
Guérison d'un lépreux
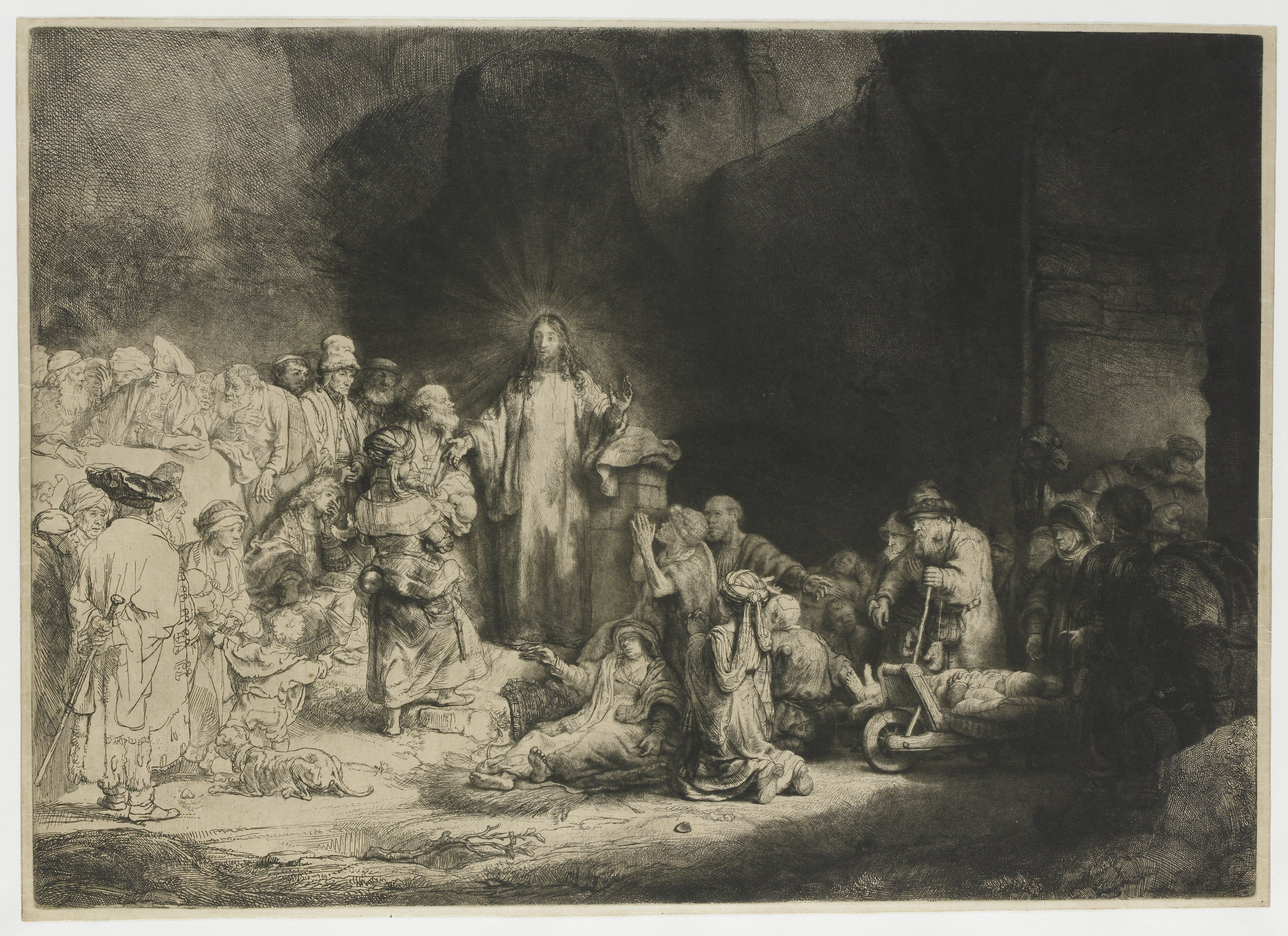
Guérison d'un homme rempli d'œdèmes
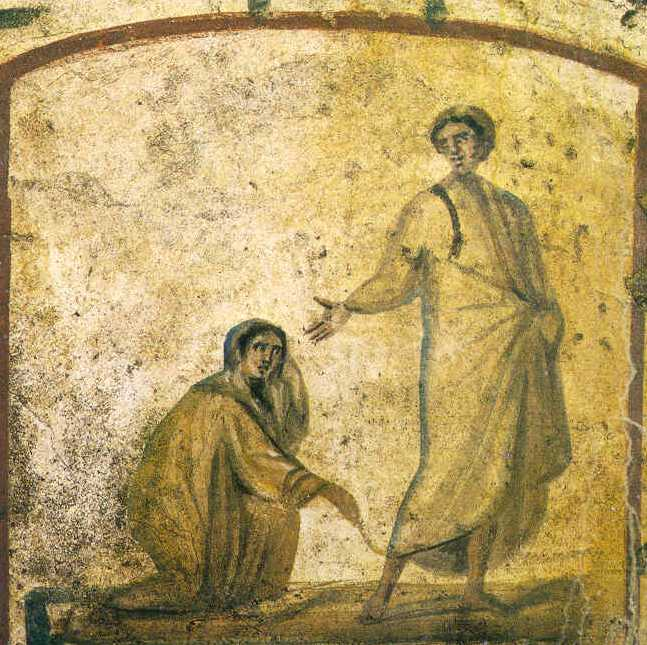
La Femme hémorragique
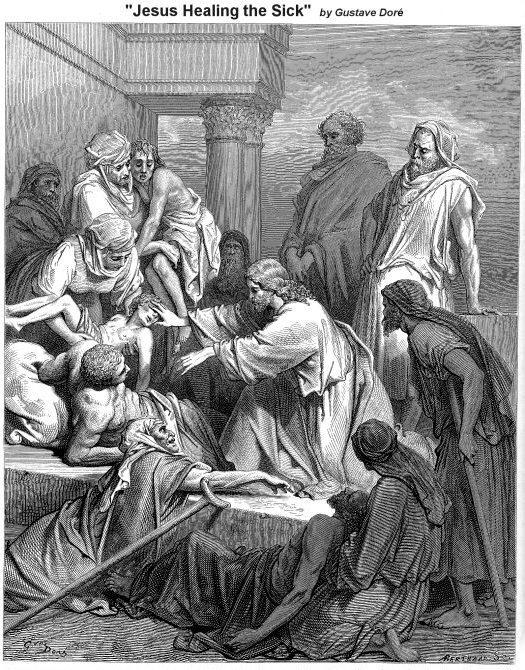
Guérisons en nombre à Génésareth

### Exorcismes

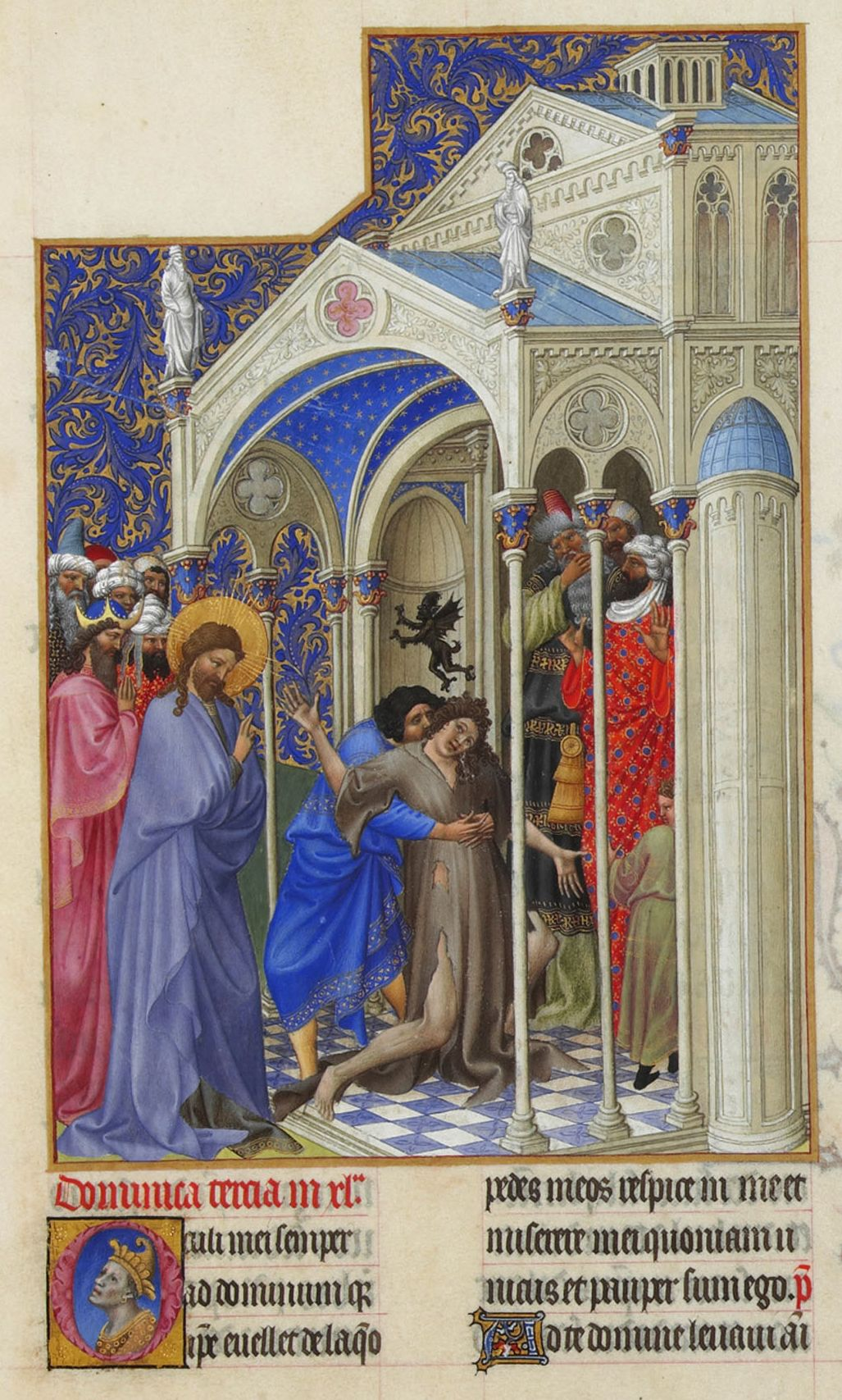
Guérison d'un épileptique
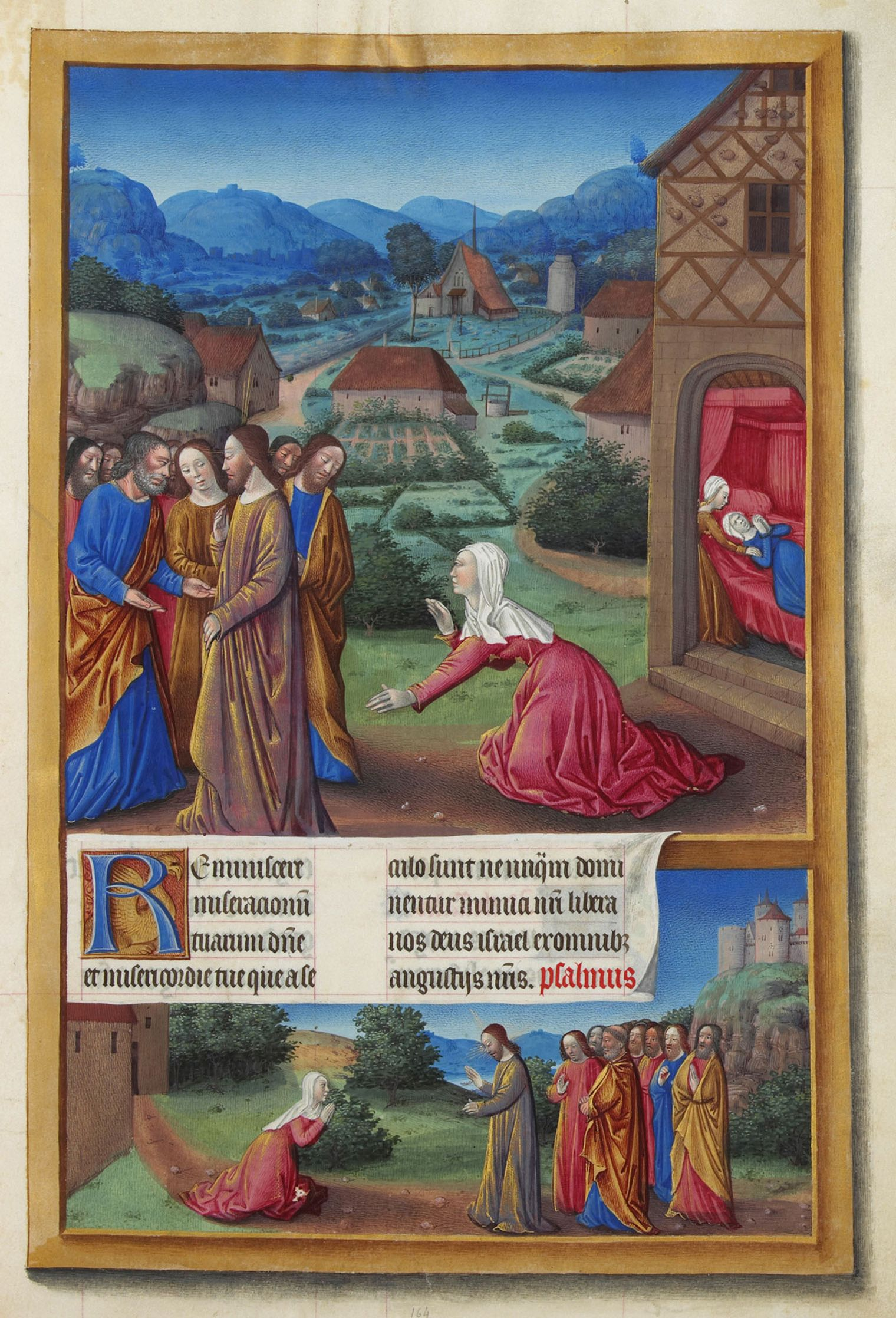
Guérison de la fille d'une Cananéenne
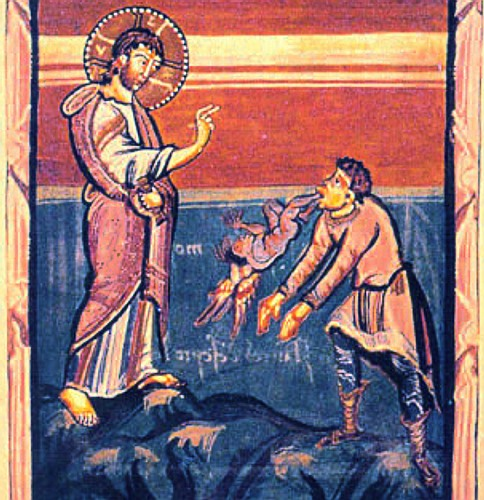
Chasse les démons chez les Gadaréniens
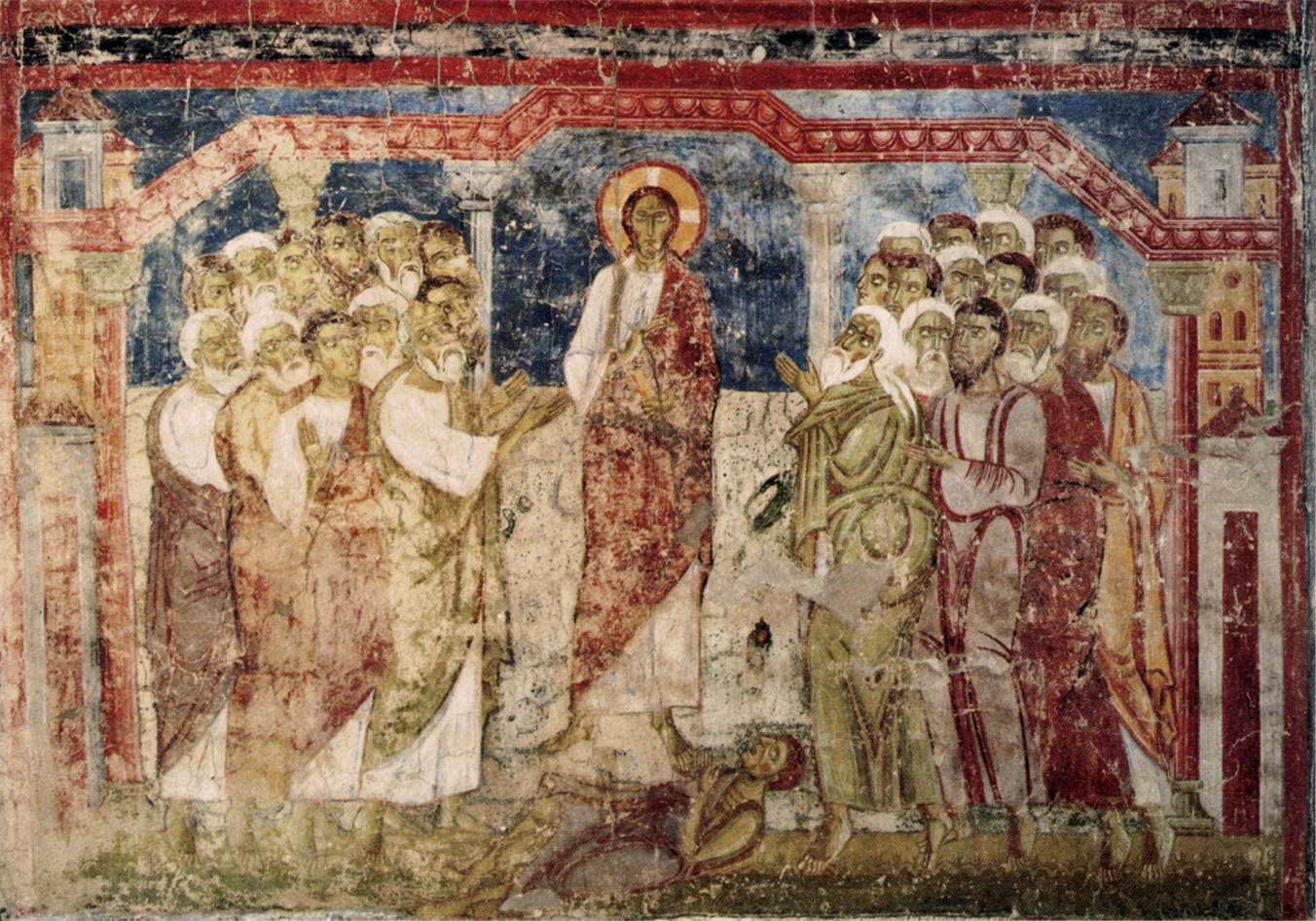
Guérison d'un démoniaque à Capharnaüm
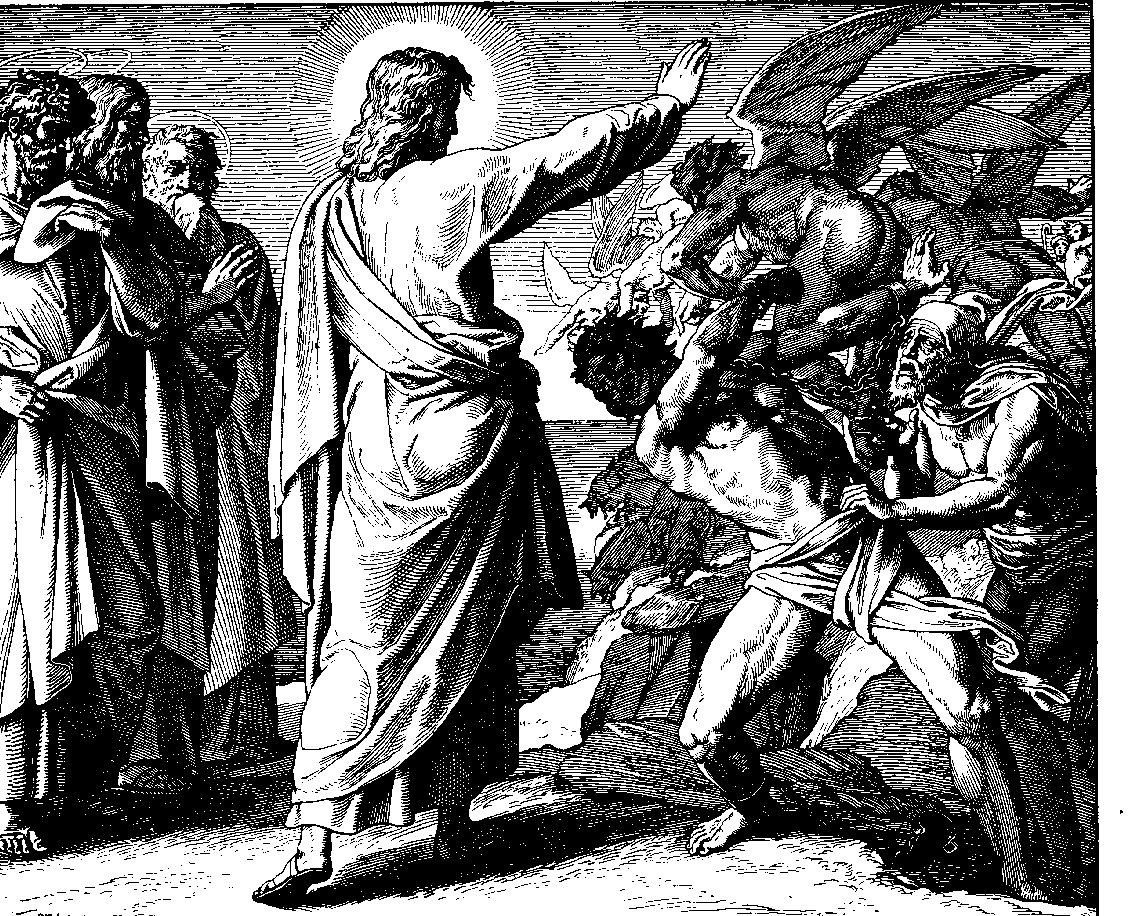
Exorcisme sur un aveugle muet
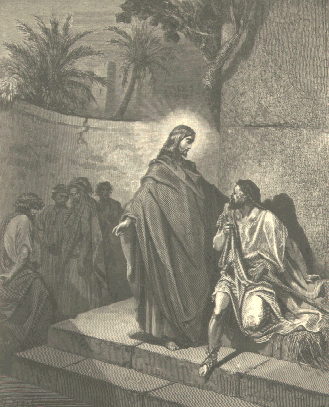
Guérison d'un démoniaque muet

### Résurrections

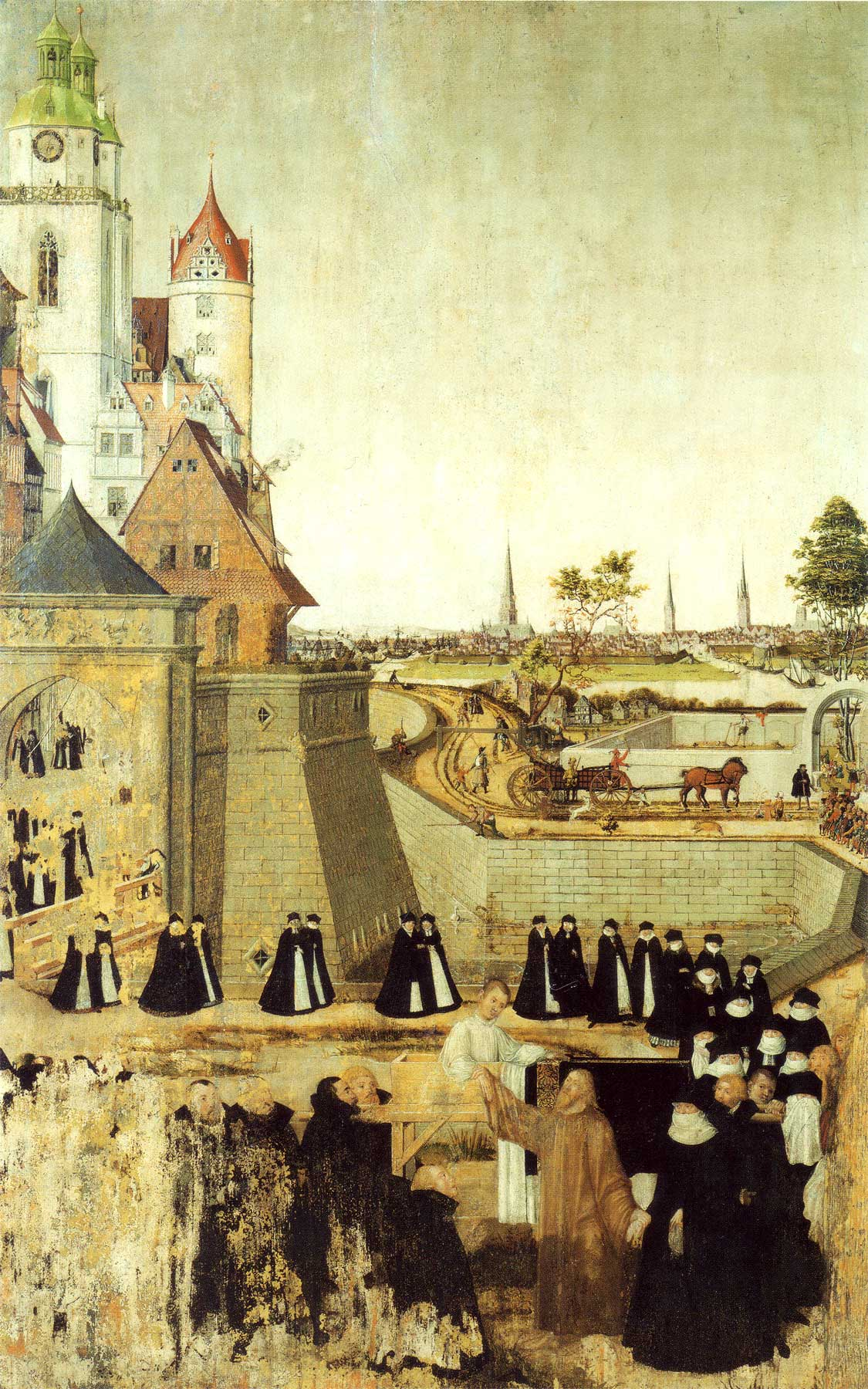
Résurrection à Naïn
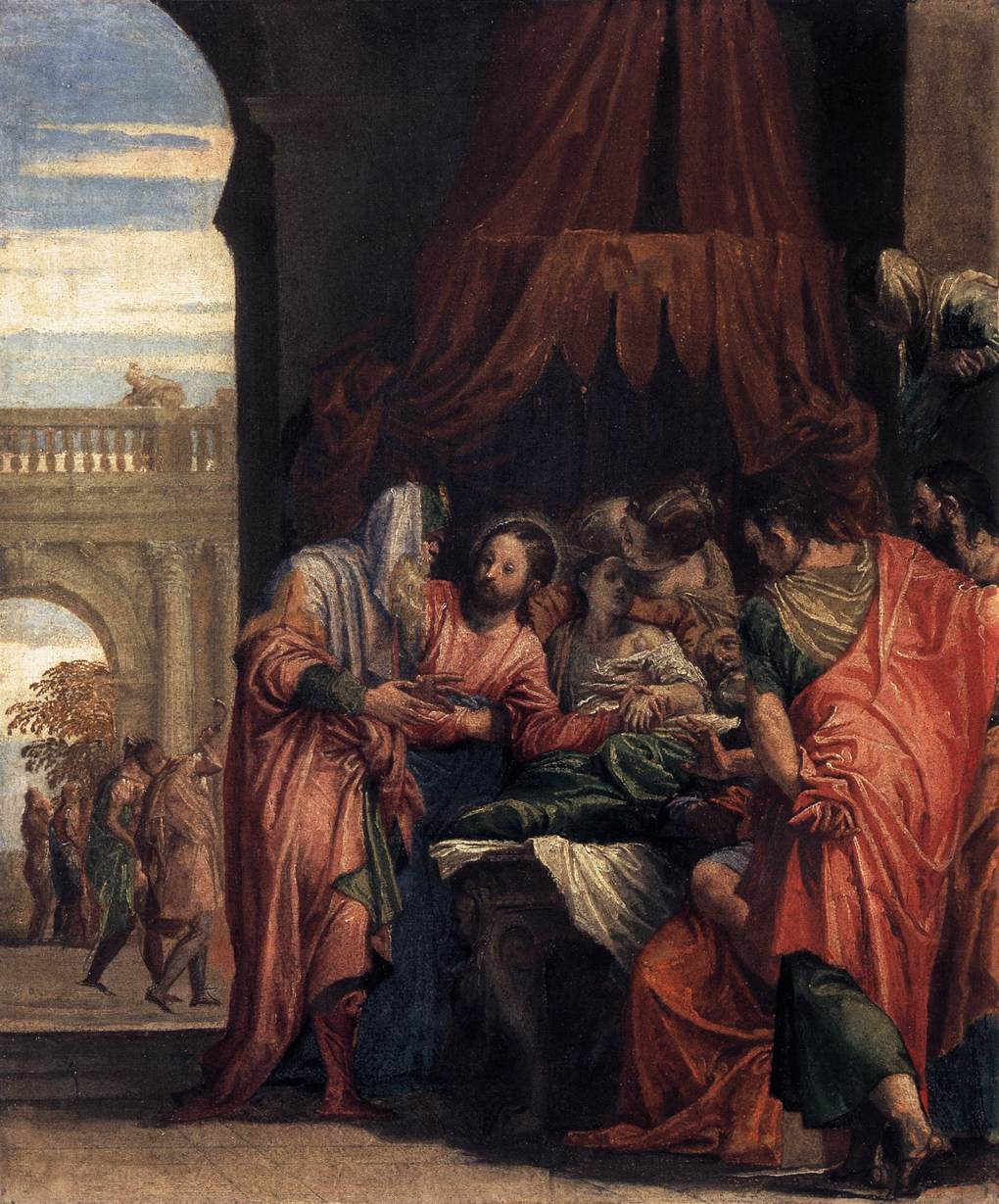
Résurrection de la fille de Jaïrus
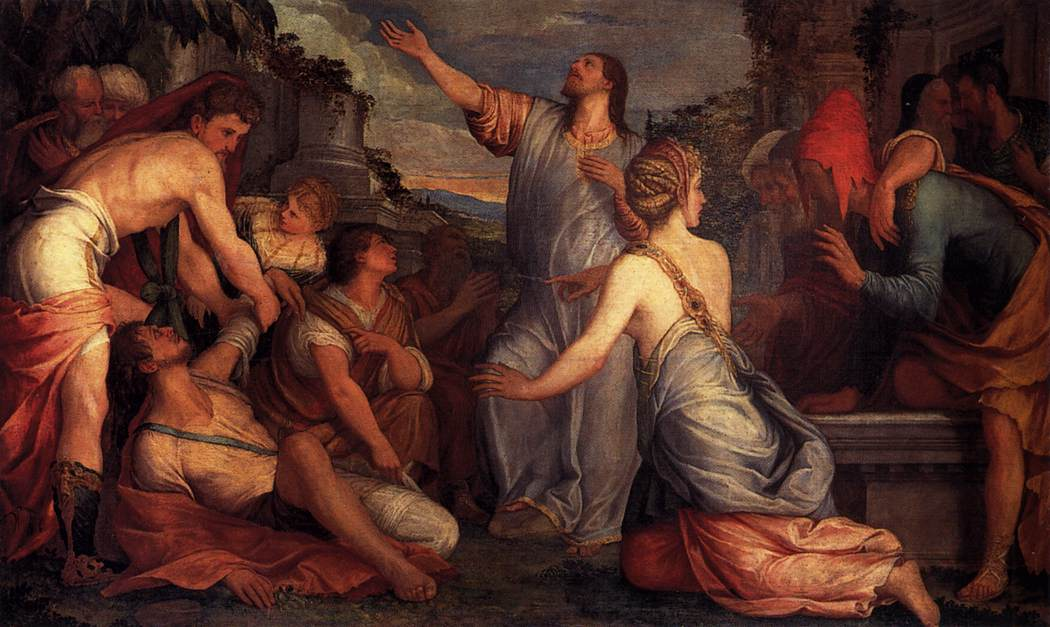
Résurrection de Lazare

### Jésus et la nature

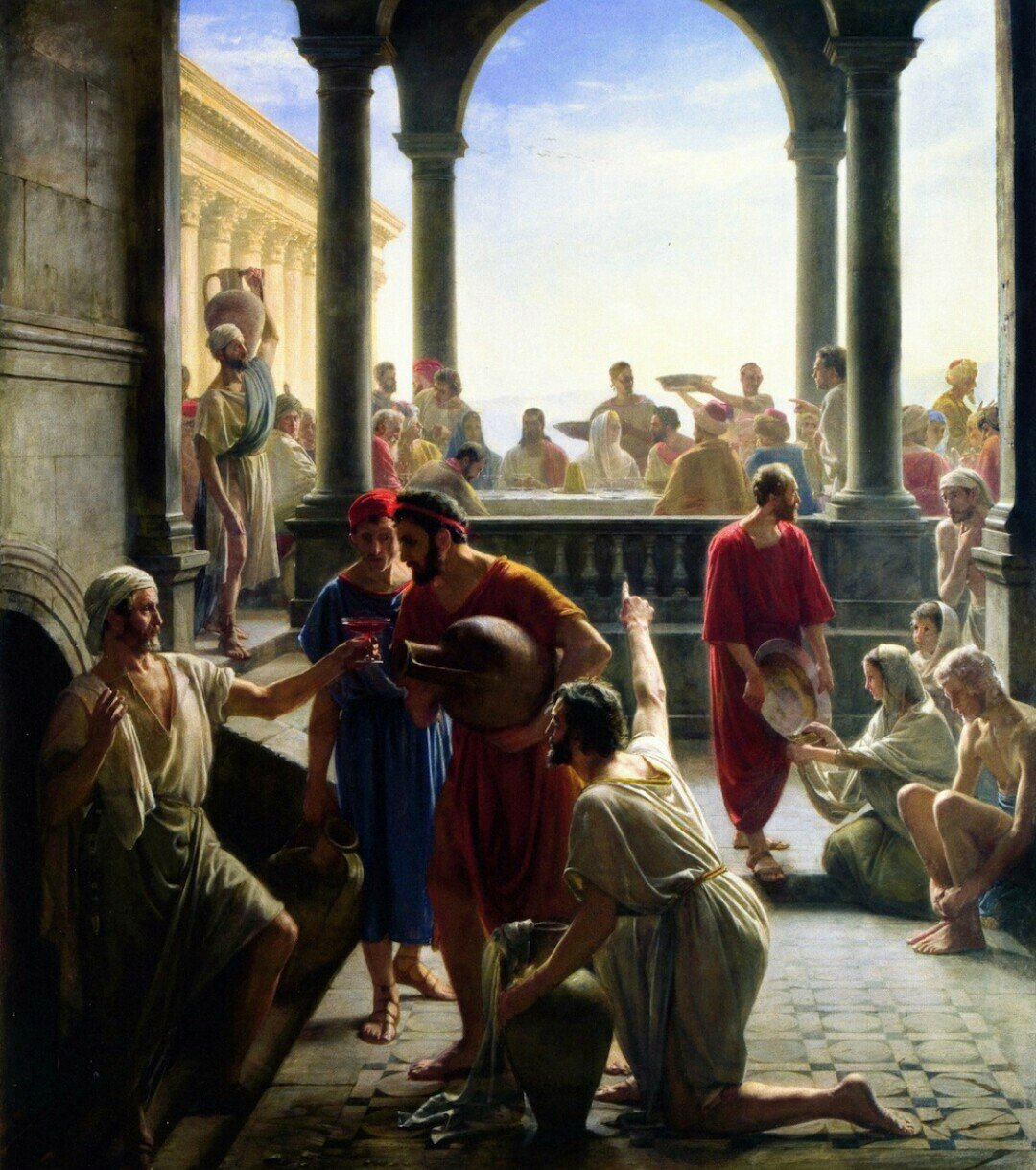
Noces de Cana
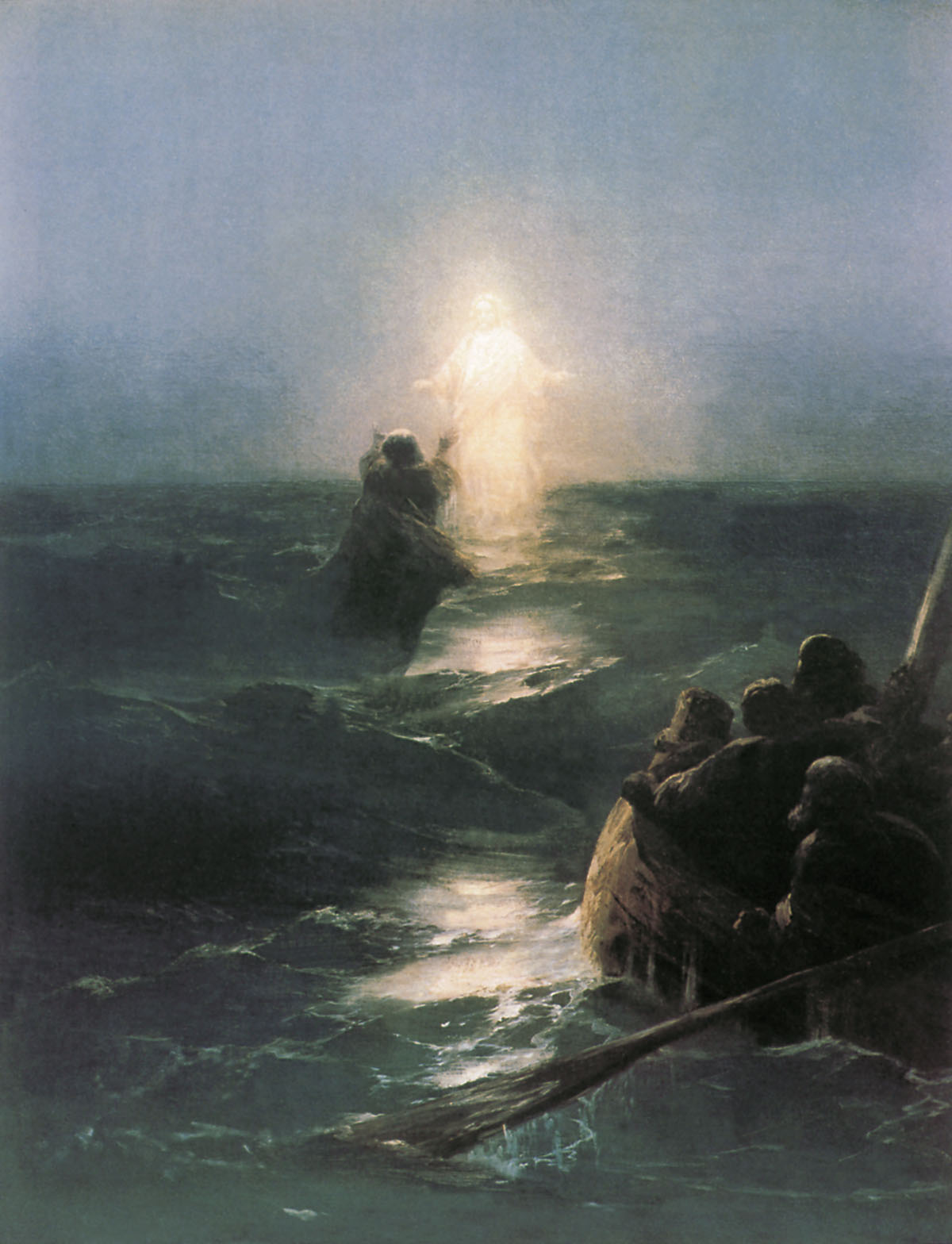
Jésus marche sur l'eau
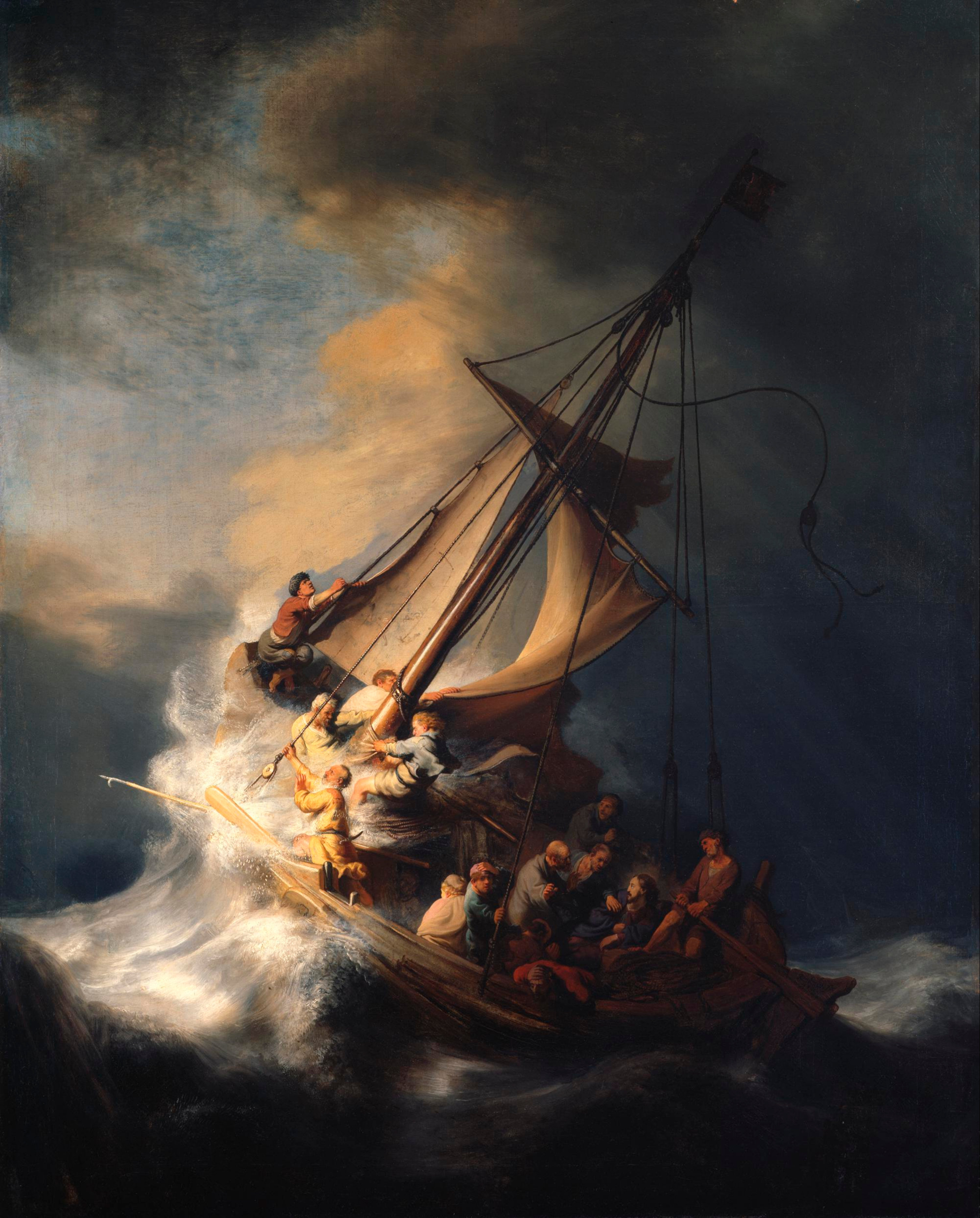
La Tempête apaisée
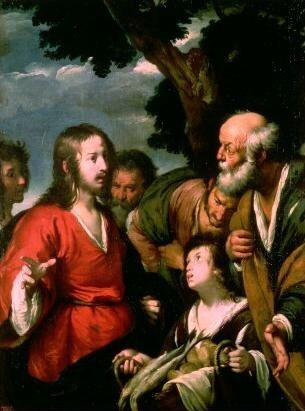
Multiplication des pains pour 5 000 hommes
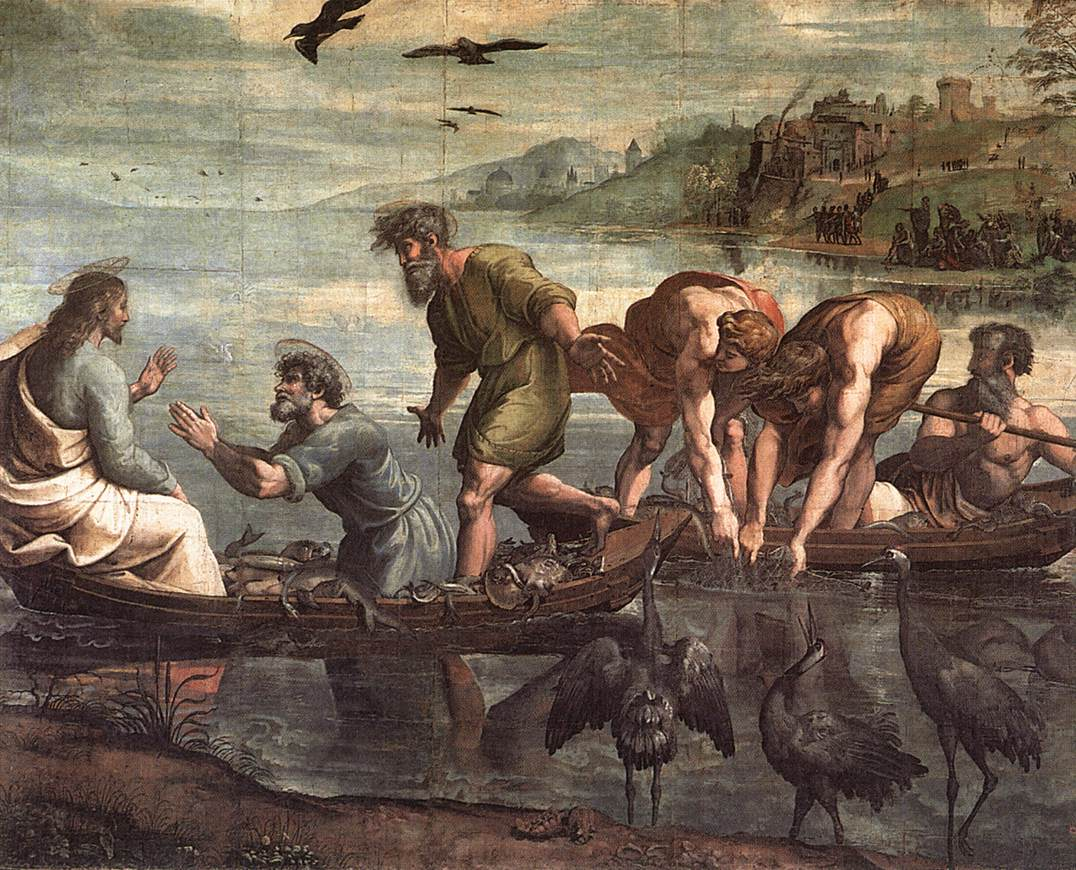
La pêche miraculeuse
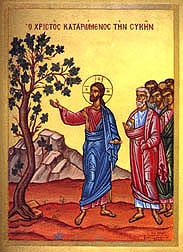
Le figuier stérile